# Chalcosiinae
Sous-famille
Les Chalcosiinae sont une sous-famille de lépidoptères (papillons) de la famille des Zygaenidae.

## Répartition
L'aire de répartition de la sous-famille couvre principalement le Sud-est asiatique tropical, avec une autre zone plus réduite (genre Aglaope) s'étendant de la France au Maroc en passant par la péninsule Ibérique.

## Morphologie
De nombreuses espèces de Chalcosiinae ont de vives couleurs aposématiques et/ou sont impliquées dans des complexes de mimétisme.
Le dimorphisme sexuel est souvent important.

## Liste des genres
Les Chalcosiinae comportent environ 380 espèces, réparties dans environ 70 genres. La liste exacte de ces genres varie en fonction des auteurs,, ; celle donnée ci-dessous est une synthèse de plusieurs listes,,,,.
- Achelura Kirby, 1892
- Agalope Walker, 1854
- Aglaope Latreille, 1809
- Allocyclosia Hering, 1922
- Amesia Duncan & Westwood, 1841
- Anarbudas Jordan, 1907
- Aphantocephala Felder, 1861
- Arbudas Moore, 1879
- Atelesia Jordan, 1930
- Barbaroscia Hering, 1922
- Boradia Moore, 1879
- Boradiopsis Hering, 1922
- Cadphises Moore, 1866
- Campylotes Westwood, 1840
- Caprima Walker, 1864
- Chalcophaedra Jordan, 1907
- Chalcosia Hübner, 1819
- Chalcosiopsis Swinhoe, 1894
- Clematoessa Jordan, 1915
- Cleoda Tremewan, 1973
- Corma Walker, 1864
- Cryptophysophilus Hering, 1922
- Cyanidia Jordan, 1925
- Cyclosia Hübner, 1820
- Docleomorpha Hering, 1922
- Docleopsis Jordan, 1907
- Elcysma Butler, 1881
- Erasmia Hope, 1841
- Erasmiphlebohecta Strand, 1917
- Eterusia Hope, 1841
- Eucorma Jordan, 1907
- Eucormiopsis Jordan, 1907
- Eumorphiopais Hering, 1922
- Eusphalera Jordan, 1907
- Euxanthopyge Hering, 1922
- Formozygaena Inoué, 1987
- Gynautocera Guérin-Méneville, 1831
- Hadrionella Jordan, 1925
- Hampsonia Swinhoe, 1894
- Hemichrysoptera Roepke, 1943
- Hemiscia Jordan, 1907
- Herpa Walker, 1854
- Herpidia Bryk, 1936
- Herpolasia Rothschild & Jordan, 1905
- Heteropan Walker, 1854
- Heterusinula Bryk, 1936
- Histia Hübner, 1820
- Isocrambia Jordan, 1907
- Milleriana Herrich-Schäffer, 1856
- Mimascaptesyle Hering, 1922
- Neochalcosia Yen & Yang, 1997[1]
- Opisoplatia Jordan, 1907
- Panherpina Bryk, 1936
- Philopator Moore, 1866
- Phlebohecta Hampson, 1893
- Pidorus Walker, 1854
- Pompelon Walker, 1854
- Prosopandrophila Hering, 1922
- Psaphis Walker, 1854
- Pseudarbudas Tarmann, 1992
- Pseudonyctemera Piepers & Snellen, 1903
- Pseudoscaptesyle Hering, 1922
- Retina Walker, 1854
- Rhodopsona Jordan, 1907
- Sciodoclea Jordan, 1907
- Soritia Walker, 1854
- Thaumastophleps Jordan, 1907
- Trypanophora Jordan, 1907

## Galerie d'espèces de Chalcosiinae

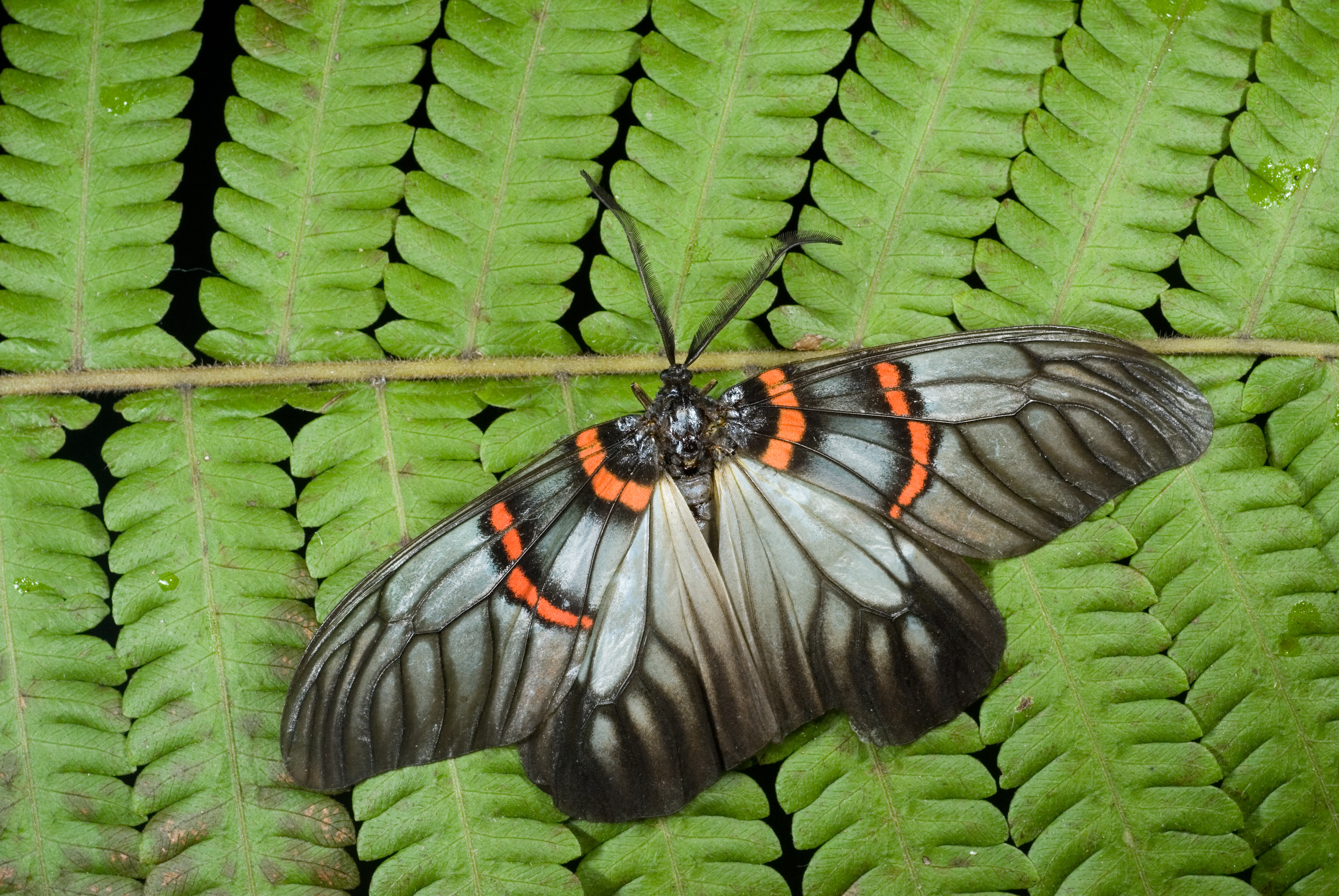
Achelura sanguifasciata
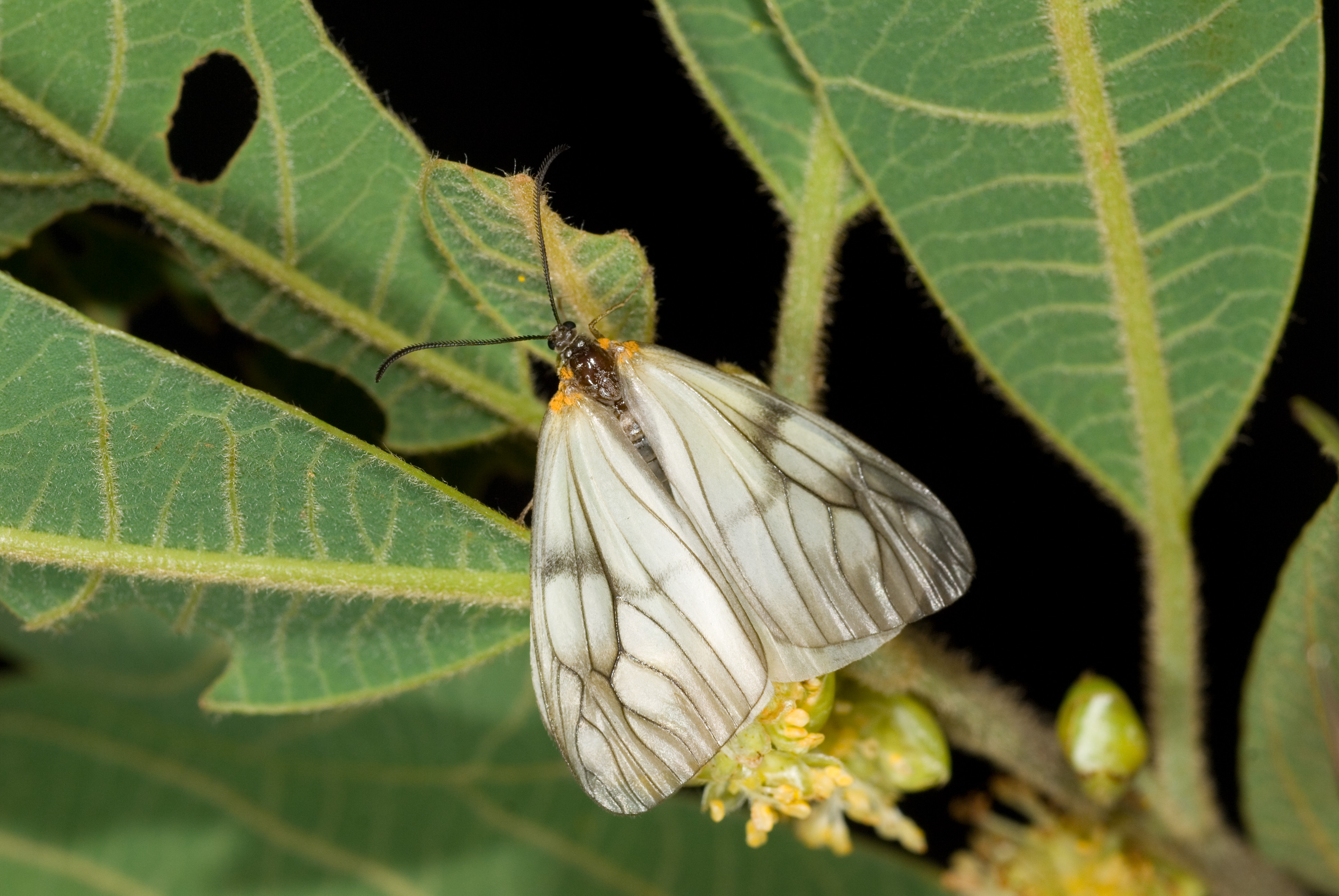
Agalope formosana
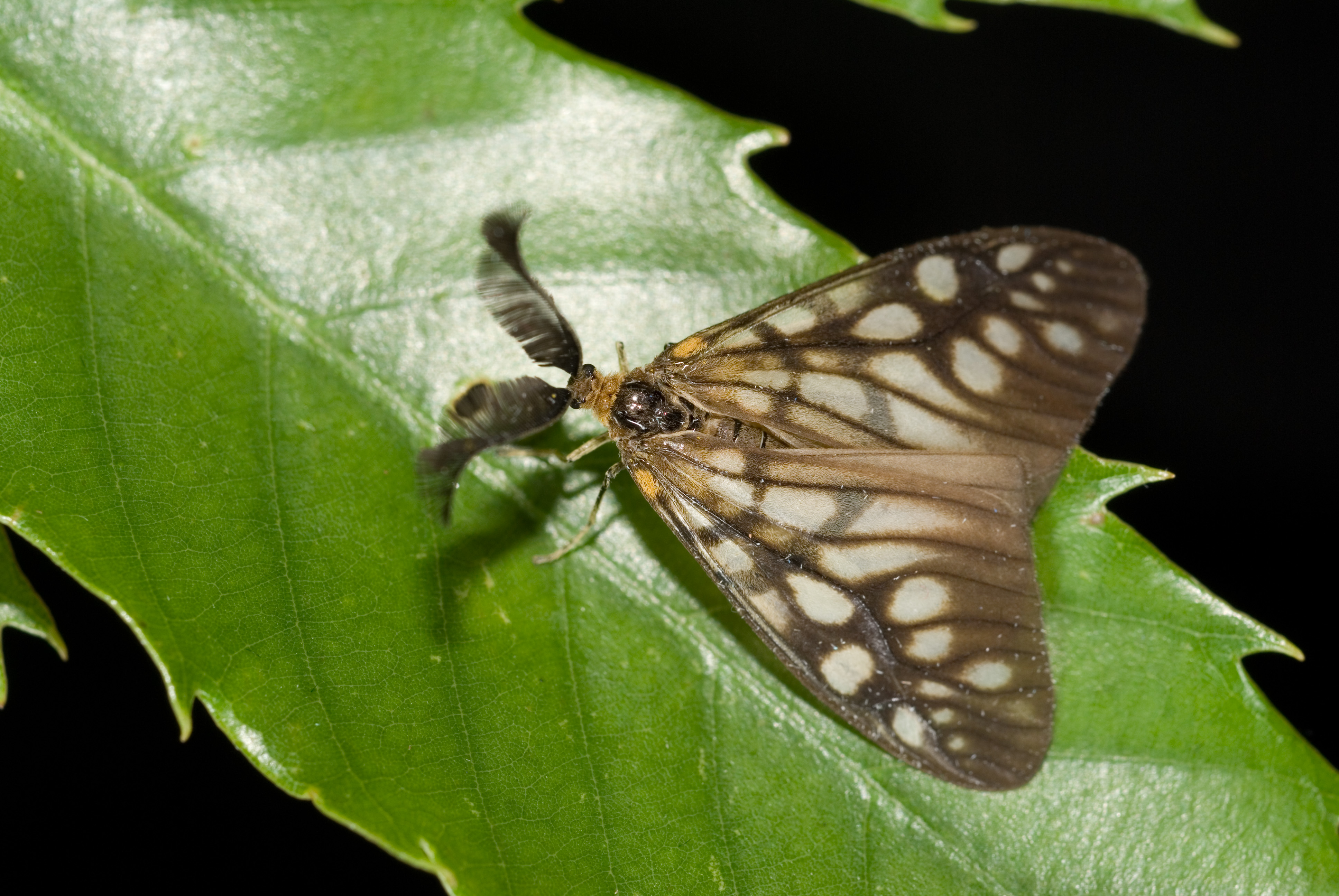
Agalope wangi
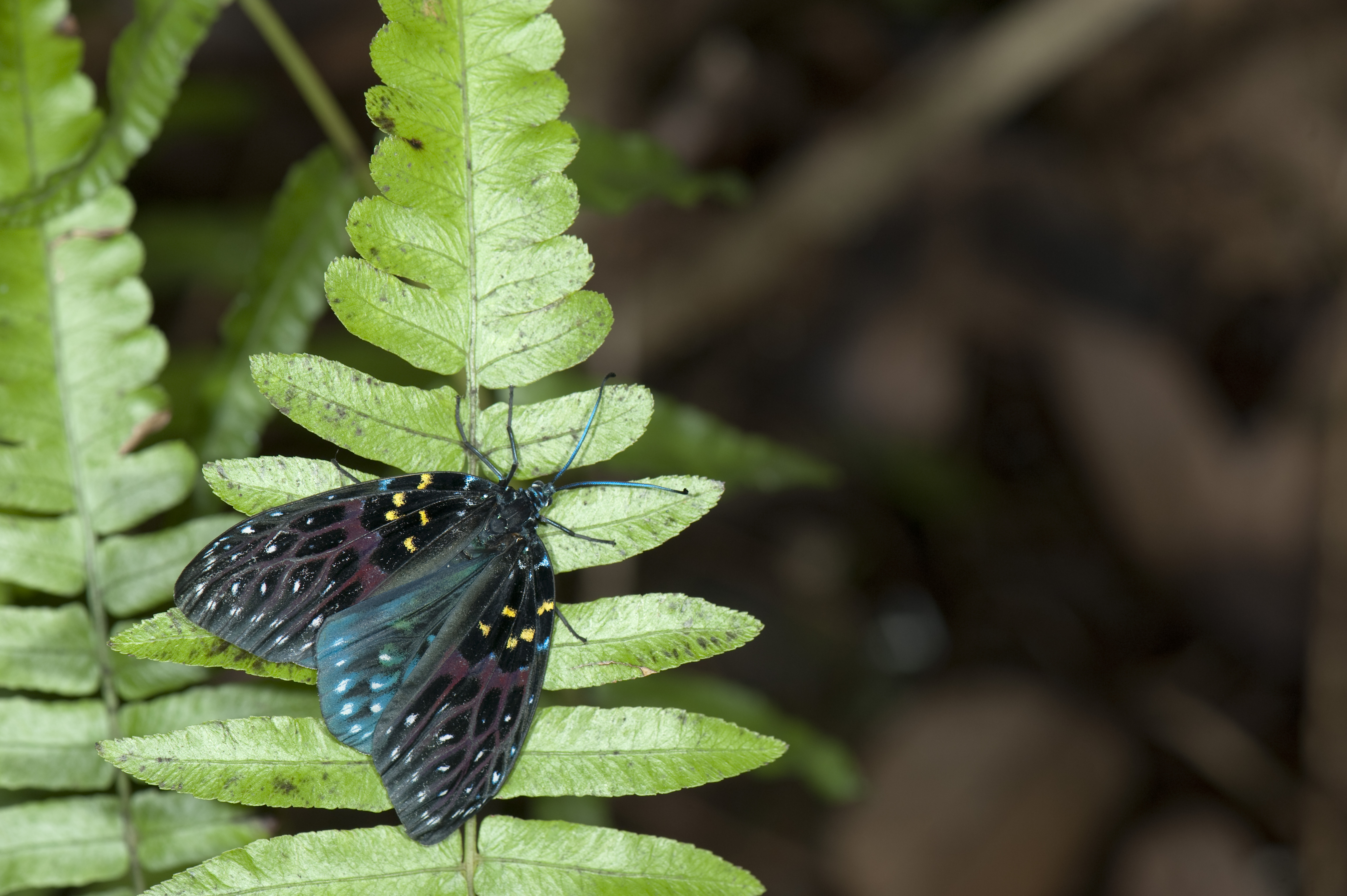
Amesia sanguiflua
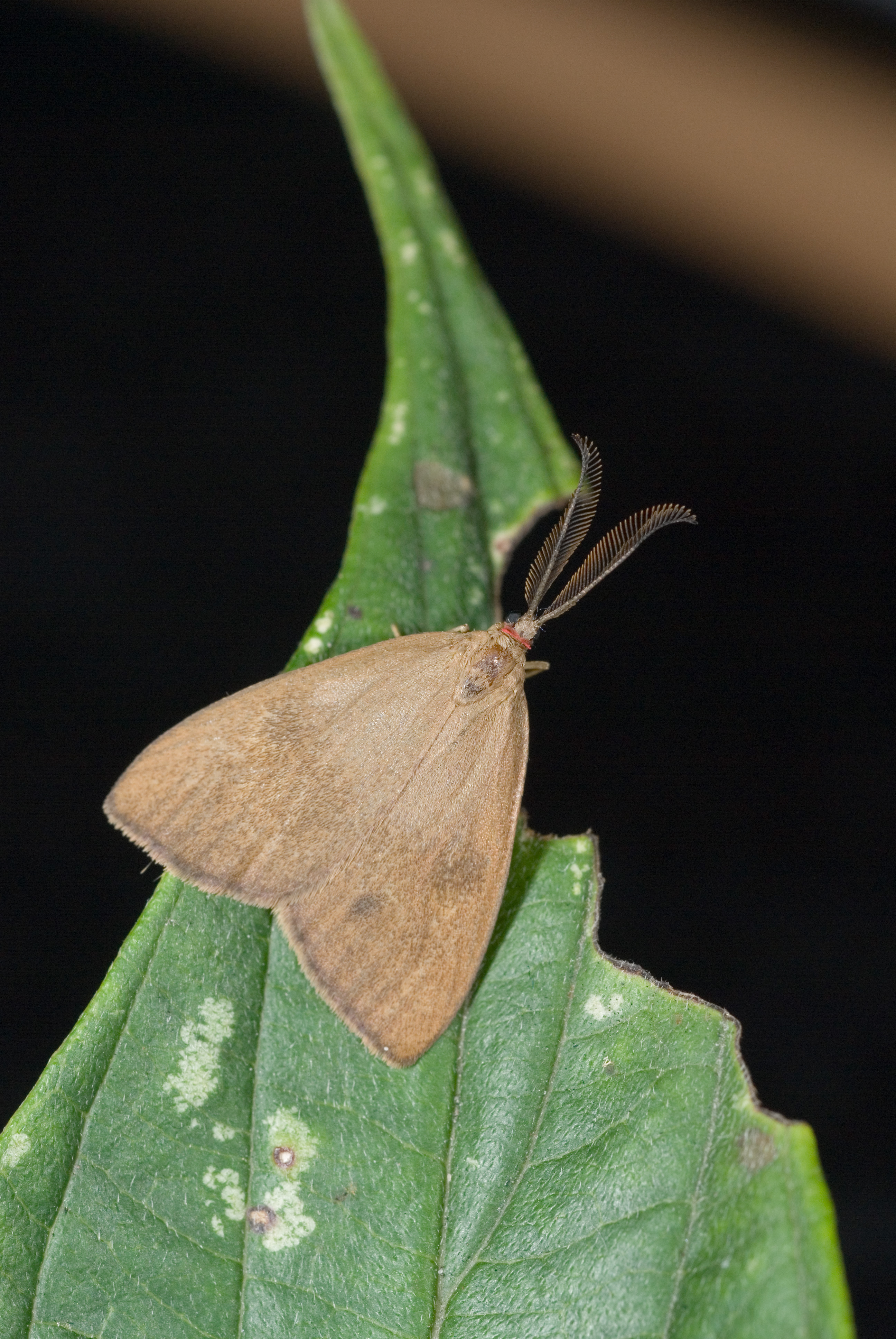
Arbudas submacula
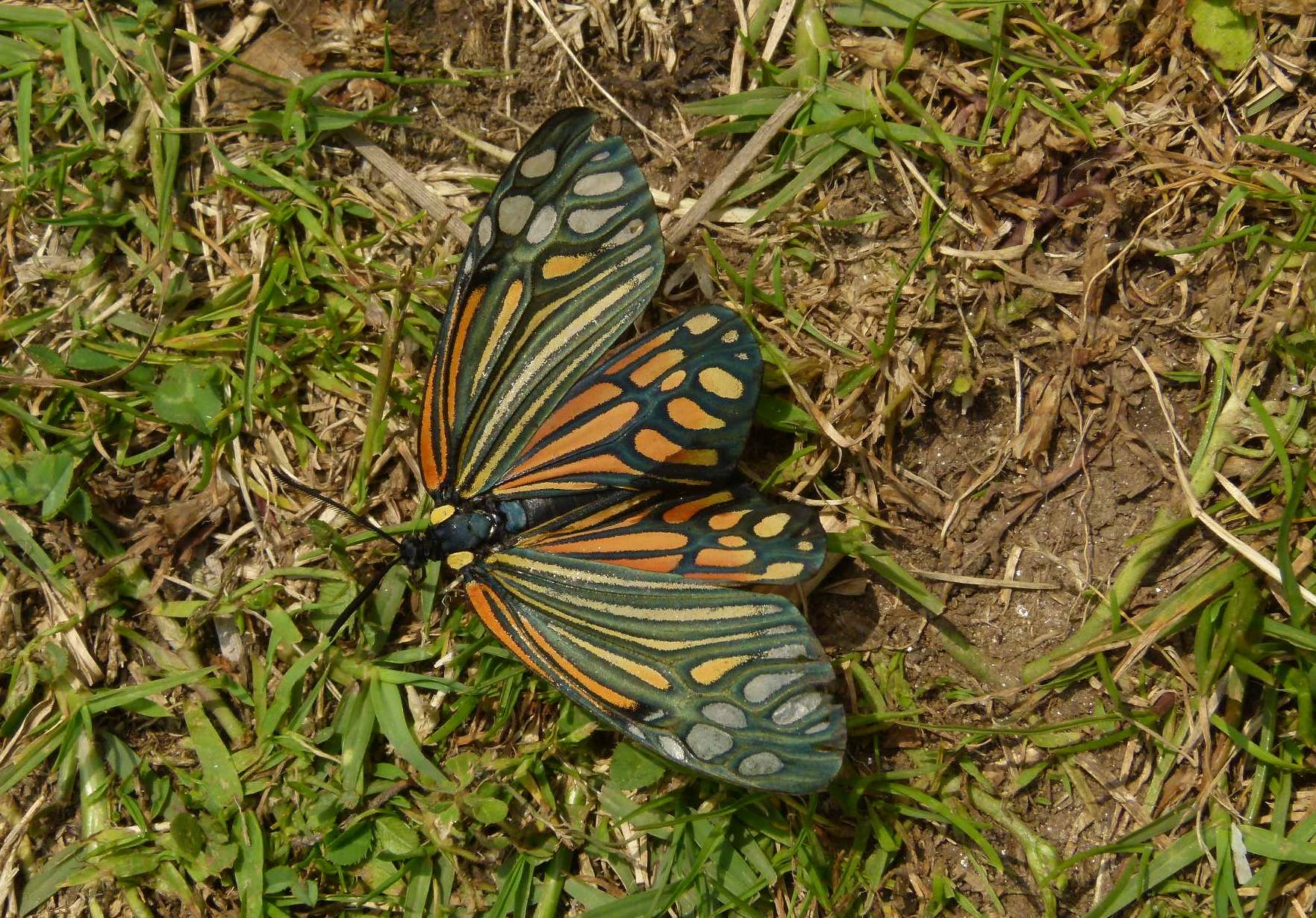
Campylotes histrionicus
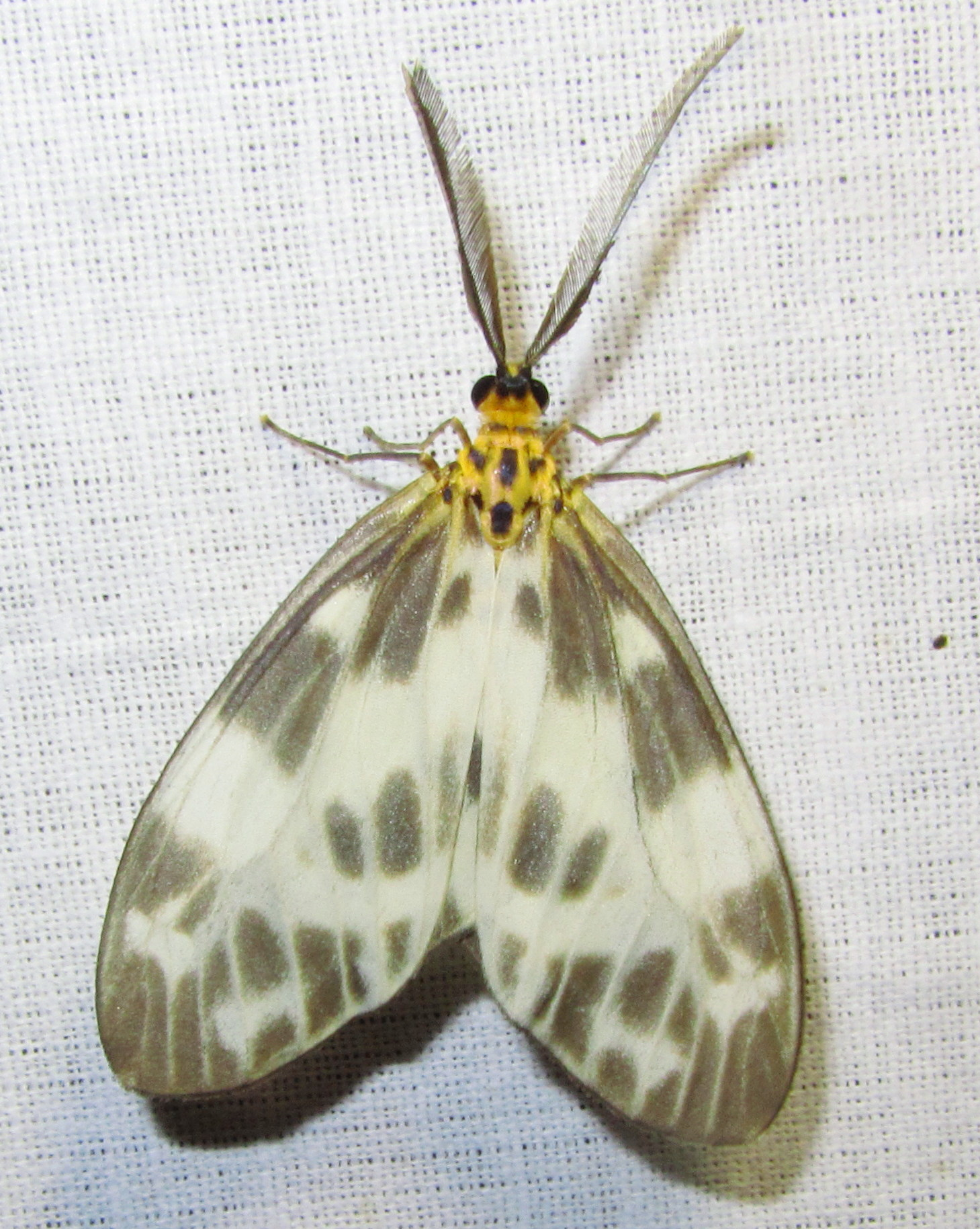
Corma maculata
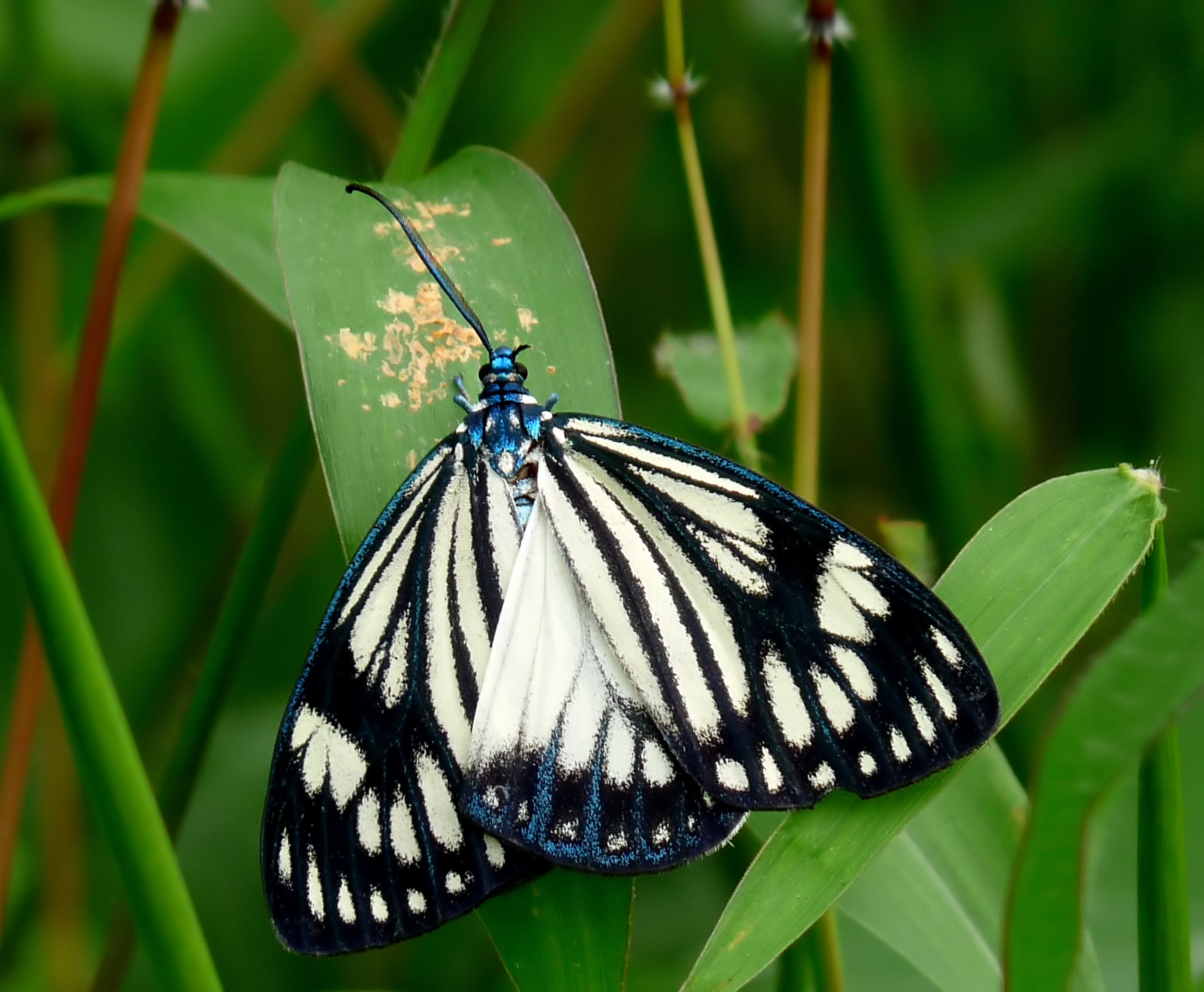
Cyclosia papilionaris
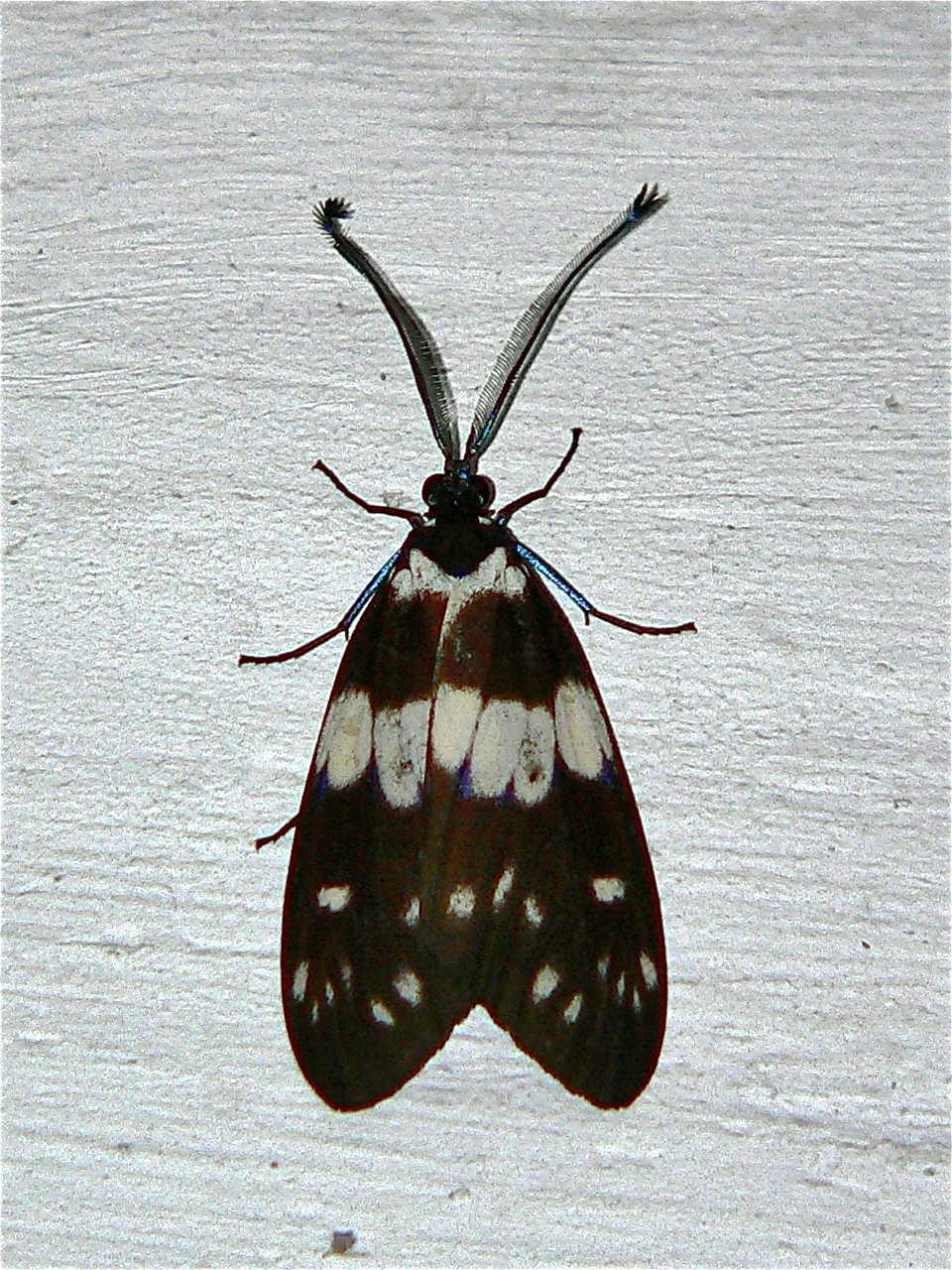
Eterusia aedea
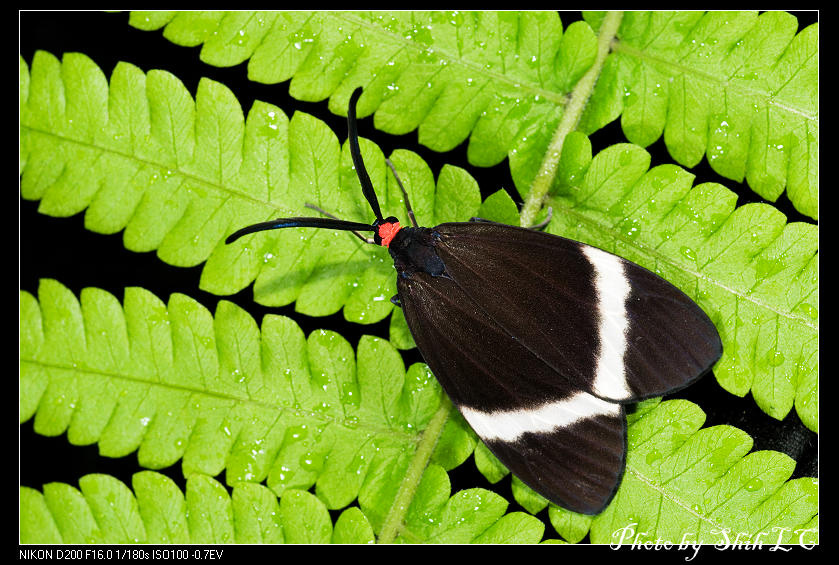
Pidorus atratus
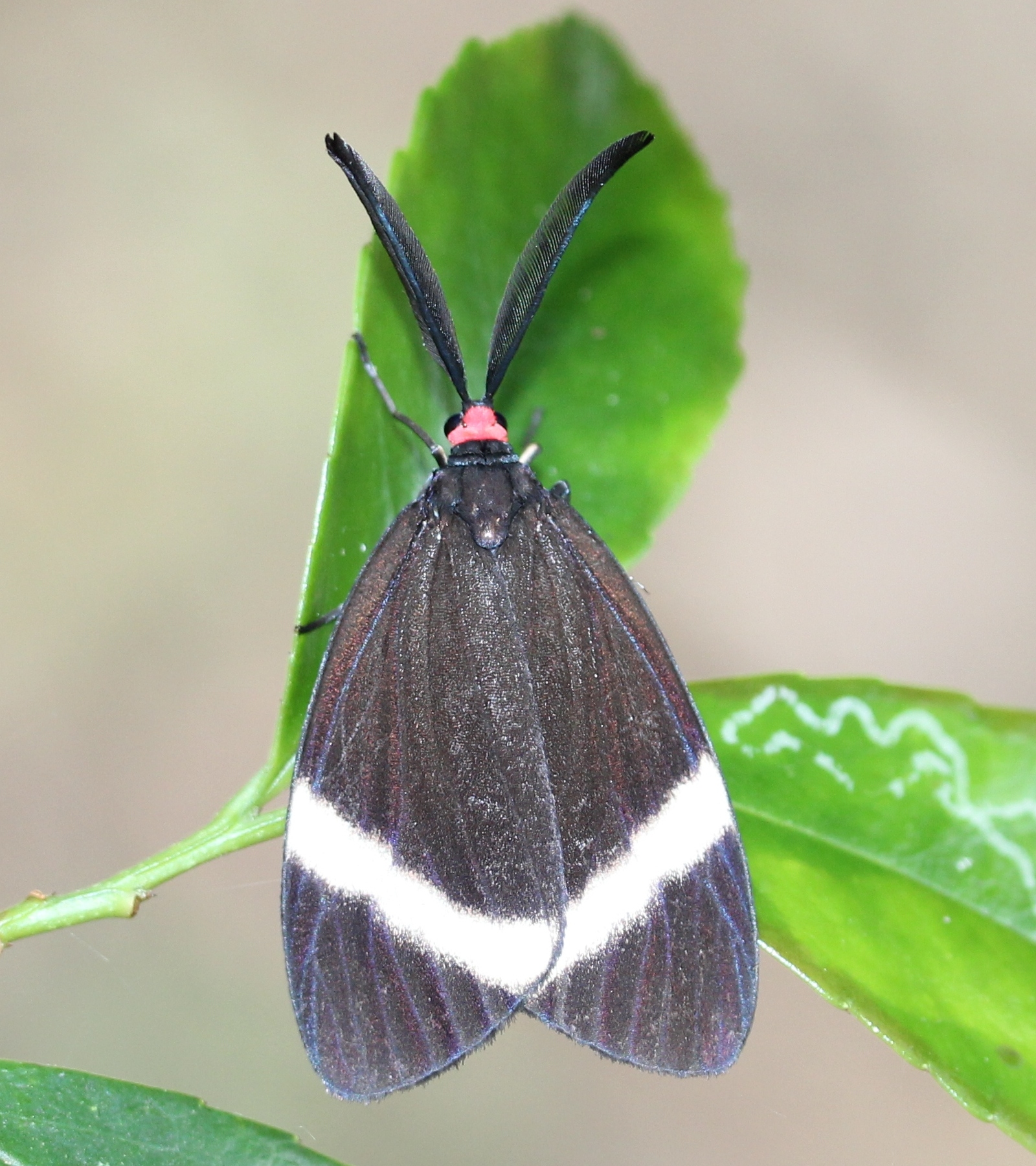
Pidorus glaucopis

### Description originale
(en) Francis Walker, List of the specimens of lepidopterous insects in the collection of the British Museum, vol. 31, Londres, Edward Newman, 1864 1865 (lire en ligne), p. 111